# Gertrudis de Merania
Gertrudis de Merania (en húngaro: Merániai Gertrúd, en alemán: Gertrud von Andechs-Meran) (24 de septiembre de 1185-28 de septiembre de 1213), Reina consorte de Hungría, primera esposa de Andrés II de Hungría.

## Biografía
Gertrudis nació en 1185 como la hija menor del duque Bertoldo IV de Merania y de su consorte Inés de Rochlitz. Su hermana mayor Inés de Merania era famosa por su belleza y fue dada en matrimonio al rey Felipe II de Francia; su otra hermana mayor fue santa Eduvigis de Silesia. El hermano menor de Gertrudis fue Bertoldo, el arzobispo de Kalocsa en Hungría, y entre otros hermanos se hallaba Eckbert, obispo de Bamberg, y Enrique, Conde de Istria.
Gertrudis se casó antes de 1203 con el príncipe húngaro que solo dos años después fue coronado como Andrés II de Hungría en 1205. Pronto la pareja tuvo varios hijos, entre ellos Béla IV de Hungría en 1206, santa Isabel de Hungría en 1207, el príncipe Colomán en 1208 y Andrés de Galitzia en 1210. En 1208 Eckbert y Enrique, dos de los hermanos menores de Gertrudis, llegaron a Hungría porque estaban entre los sospechosos del asesinato del rey alemán Felipe de Suabia, y pronto hallaron protección junto a su hermana la reina consorte húngara. El Papa los acusaba de ser partidarios de Otón IV del Sacro Imperio Romano Germánico e instó al rey húngaro a que los privase de su protección.
La familia de la reina ya había cobrado gran fuerza e importancia en el reino húngaro desde 1206 cuando el rey había nombrado arzobispo de Kalocsa a Bertoldo de Merania, otro de los hermanos de Gertrudis. Posteriormente le otorgó los títulos de ispán (gobernador de provincia) de la megyes de Bács y de Bodrog, así como el de gobernador de la región de Croacia y a partir de 1212 fue nombrado voivoda de Transilvania. 
De esta manera, en 1213, un grupo de la nobleza húngara conformado por el ispán Pedro, Simón de Kacsics, el bán Bánk y Simón planearon un atentado contra Gertrudis, acusándola de beneficiarse del poder real húngaro para favorecer a sus familiares. Mientras Andrés II se hallaba en una campaña militar en Galitzia, el grupo de nobles se aprovecharon de que la corte se había ido de cacería a un bosque cercano al asentamiento de Pilis, donde llevaron a cabo el asesinato de Gertrudis. Andrés II amaba a su esposa y después de su asesinato la enterró en un sarcófago ricamente decorado en un claustro de la Orden del Císter en las propias montañas de Pilis.
El drama del asesinato de Gertrudis fue trabajado por el compositor de teatro y escritor József Katona, en la que Ferenc Erkel se basó para crear la ópera Bánk Bán, cuyo protagonista era uno de los nobles que planearon el asesinato.